# Starokostiantyniv (huyện)
Huyện Starokostiantyniv (tiếng Ukraina: Старокостянтинівський район, chuyển tự: Starokostiantynivs’kyi raion) là một huyện của tỉnh Khmelnytskyi thuộc Ukraina. Huyện Starokostiantyniv có diện tích 1250 kilômét vuông, dân số theo điều tra dân số ngày 5 tháng 12 năm 2001 là 37199 người với mật độ 30 người/km2. Trung tâm huyện nằm ở Starokostiantyniv.